# توكاي (إيباراكي)
توكاي (باليابانية: 東海村 توكاي-مورا) هي قرية تقع في مقاطعة ناكا، محافظة إيباراكي، اليابان. تبعد حوالي 120 كم شمال طوكيو وتطل على المحيط الهادي.
في 1 يناير 2005 بلغ التعداد السكاني 35.467 نسمة، بكثافة سكانية 946,29 نسمة/كم مربع، موزعة على مساحة 37,48 كم مربع.
تشغل وكالة الطاقة الذرية اليابانية عدد من مراكز أبحاث الطاقة النووية في هذه القرية.

## مدن توأم
- أيداهو فولز، أيداهو، وهي أيضا مدينة مرتبطة بالطاقة النووية.

## حوادث نووية

### حادثة توكاي النووية 1999
تعتبر من أشهر الحوادث النووية في اليابان حيث في 30 سبتمبر 1999 وقعت حادثة نووية في قرية توكاي أدت لمقتل شخصين، وذلك عند مزج سبع مرات من الحد المسموح (18.8%) لتركيز أكسيد اليورانيوم مع حمض النتريك لتصنيع نترات الأورانيل، حيث في الساعة 10:35 عند صب سابع دلو من أكسيد اليورانيوم من قبل ثلاثة تقنيين تصاعد لهب أزرق من الإشعاع أدى لشعور التقنيين بألم شديد وضيق في التنفس. توفي اثنان من التقنيين الثلاثة في 22 ديسمبر 1999 و27 أبريل 2000 على التوالي.
دفع هذا الحادث الحكومة اليابانية وقتها إلى إعادة النظر في نظم الأمان المتبعة في تشغيل محطاتها النووية وادخال تعديلات عليها كلفها مبالغ طائلة.

### حادثة 2008
اكتشف دخان يتصاعد من منشأة للمخلفات النووية الصلبة التابعة لمحطة طاقة نووية في الساعة 6:35 صباحاً، إلا أن العمل في المحطة لم يتوقف بعد الحادث ولم يسفر عن أي مخاطر بيئية أو صحية.